# Промесія
Промесія або кріома́ція — процес переробки тіла померлої людини шляхом заморожування та ліофілізації. Є альтернативою кремації і застосовується як попередній процес перед екопохованням. Вважається екологічно нешкідливим, адже під час промесії не виділяються діоксид вуглецю CO2 та інші шкідливі речовини, а витрата електроенергії значно менша від необхідної для кремації.
Промесія (від італ. «promessa» — «обіцянка») була винайдена та запатентована шведським біологом Susanne Wiigh-Mäsak у 1999 році. На початок 2018 року цей метод ще не був застосований до людського тіла, випробовувався лише на тушах свиней.
Сутність процесу:
- Тіло у морозильній камері охолоджується до -18 °C.
- Поміщається у ємність з рідким азотом і заморожується до -196 °C. Це його кристалізує та робить крихким. Слід відзначити, що рідкий азот не планується виробляти спеціально (це досить дороговартісний процес), а використовувати той, що утворюється як супутній продукт під час деяких виробничих процесів.
- За допомогою спеціального пристрою тіло піддається механічній вібрації та роздроблюється до стану порошку.
- При понижених температурі та тиску відбувається процес ліофілізації, тобто видалення вологи.
- Просіювання у магнітному полі допомагає відділити метали (якщо у людини були ендопротези, тощо).
- Отриманий порошок, вага якого складатиме ~30 % від ваги трупа, насипають у скриню із екологічного матеріалу, що швидко розкладається, та віддають родині померлого.
- Скриню треба закопати у верхніх шарах ґрунту, де під впливом мікроорганізмів вона та її вміст розкладуться протягом 6-12 місяців.
- Безпосередньо над місцем поховання можна посадити дерево або кущ, що символізуватиме померлого. Бо саме його розкладене тіло слугуватиме добривом для рослини.